# La vida secreta de les paraules
La vida secreta de les paraules és una pel·lícula de cinema dirigida per Isabel Coixet. L'argument recorda la pel·lícula Breaking the Waves de Lars von Trier. Fou la més guardonada a la XX edició dels Premis Goya, amb quatre estatuetes.

## Argument
Una jove hipoacúsica i solitària treballa en una fàbrica tèxtil, i el sindicat l'insta a agafar vacances. Al cap d'uns dies, i fortuïtament, aconsegueix una feina com a infermera en una plataforma petroliera a alta mar, per a tenir cura d'un treballador accidentat que ha perdut temporalment la visió. Entre aquests personatges, i els altres treballadors de la plataforma, es teixeix la bella vida secreta de les paraules. Tot i que gairebé tot passa a la plataforma petroliera.

## Guardons

### Premis
- Goya al millor director per a Isabel Coixet
- Goya a la millor pel·lícula
- Goya al millor guió original per a Isabel Coixet
- Goya a la millor direcció de producció per a Esther García
- Lina Mangiacapre per Isabel Coixet, al Festival Internacional de Cinema de Venècia
- Fotogramas de Plata a la millor pel·lícula
- Premi Butaca a la millor pel·lícula catalana
- Premi Turia a la millor pel·lícula espanyola (ex aequo amb Habana Blues)

### Nominacions
- Goya al millor actor secundari per a Javier Cámara

## Crítica
- "És una pel·lícula adusta i subtil, bella fins al dolor, sàvia com a poques: és una deliciosa, callada bellesa."[3]
- "La pel·lícula va a seguir dins, molt dins, d'els qui la vegin, escoltin i sentin."[4]